# Kinematika
Kinemátika je v fiziki veja mehanike, ki opisuje gibanje telesa, ne da bi se spraševala po njegovih vzrokih in bi pri tem upoštevala na primer delovanje zunanjih sil. Pri gibanju se s časom spreminja lega opazovanega telesa glede na okolico. Običajno se omejimo na približek točkastih teles, ki je uporaben, kadar je telo dosti manjše od premikov pri gibanju.

## Koordinatni sistem
Pri opisu gibanja telesa glede na okolico potrebujemo koordinatni sistem, v katerem merimo razdaljo telesa od izbranega izhodišča in uro, s katero merimo čas. Navadno izberemo pravokotni ali kartezični koordinatni sistem, v katerem lego telesa opišemo s koordinatami x, y in z. Včasih narava problema ponuja kot primernejšega kak drug koordinatni sistem, npr polarni. Izhodišče in začetek merjenja časa navadno izberemo tako, da je za opazovani sistem čim bolj pripravno. Sestavu koordinatnega sistema in ure pravimo tudi opazovalni sistem.
Najpogosteje opisujemo gibanje v nepospešenem ali inercialnem opazovalnem sistemu. Pretvorbo iz enega inercialnega opazovalnega sistema v drugega v klasični mehaniki opisuje Galilejeva transformacija.

## Lega in njeni odvodi
Naj vektor r določa lego telesa glede na izbrano nepremično točko v prostoru. Lega r je funkcija časa, pretečenega od izbranega začetnega časa. Hitrost telesa je tedaj določena s prvim odvodom lege po času:
{\displaystyle \mathbf {v} ={d\mathbf {r}  \over dt}.}
Pospešek je določen s prvim odvodom hitrosti po času, oziroma drugem odvodu lege po času:
{\displaystyle \mathbf {a} ={d\mathbf {v}  \over dt}={d^{2}\mathbf {r}  \over dt^{2}}.}
Vektor pospeška lahko spreminja svojo velikost, svojo smer ali oboje hkrati. Če je velikost vektorja pospeška različna od nič, pravimo, da je gibanje pospešeno. Če se velikost vektorja pospeška s časom ne spreminja, pravimo, da je gibanje enakomerno pospešeno. Če je velikost vektorja pospeška negativna, pravimo, da je gibanje pojemajoče. Zgled za sistem, pri katerem se spreminja smer vektorja pospeška, velikost pa ne, je enakomerno kroženje.

## Premo gibanje
Premo gibanje je gibanje, pri katerem se telo giblje po premici in je poseben primer translacije. Premica je tir telesa. Opazujemo razdaljo telesa x od izbranega izhodišča kot funkcijo časa t. Razdaljo od izhodišča imenujemo pot.
{\displaystyle x=x(t)}

### Premo enakomerno gibanje
Pri najpreprostejšem zgledu premega gibanje opravi telo v enakih časovnih razmikih vedno enako pot. Pot x je linearna funkcija časa:
{\displaystyle x(t)=x_{0}+v(t-t_{0})}
Koeficient v je hitrost.

### Premo enakomerno pospešeno gibanje
Pri tem gibanju hitrost ni konstantna, ampak je linearna funkcija časa:
{\displaystyle v=v(t)=v_{0}+a(t-t_{0})}
Pri tem je {\displaystyle v_{0}=v(t_{0})} začetna hitrost v času {\displaystyle t=t_{0}}, a pa pospešek. Pri enakomerno pospešenem gibanju je pospešek konstanten.
Pot lahko izračunamo z integriranjem hitrosti po času:
{\displaystyle x(t)=\int v(t)\,dt=\int _{t_{0}}^{t}[v_{0}+a(t-t_{0})]\,dt=x_{0}+v_{0}(t-t_{0})+{\frac {a(t-t_{0})^{2}}{2}}}
Pot pri premem enakomernerno pospešenem gibanju je kvadratna funkcija časa, krivulja na grafu poti kot funkcije časa pa parabola.
Zgled za premo enakomerno pospešeno gibanje je prosti pad.

### Pospešeno premo gibanje
To je najsplošnejši primer premega gibanja. Pri njem pospešek ni konstanten, ampak je neka funkcija časa:
{\displaystyle a=a(t)}
Zgled za neenakomerno pospešeno premo gibanje je padanje v viskozni tekočini.

## Kroženje
Kroženje je poseben primer krivega gibanja. Krivo gibanje je vsako gibanje, pri katerem tir točkastega telesa ni premica, ampak neka krivulja v prostoru. Pri kroženju je tir krožnica. Drugi zgled krivega gibanja je npr. poševni met.
Pri opisu kroženja je primerna uporaba polarnega koordinatnega sistema. Lega telesa na krožnici s polmerom r je povsem določena s krožnim lokom s, merjenim od izbranega izhodišča. Razmerje med krožnim lokom in polmerom krožnice je kot zasuka φ:
{\displaystyle \phi ={\frac {s}{r}}}
Enota za kot je 1, če pa se posebej želimo izogniti dvoumnosti, lahko poudarimo, da je tako izražen kot v radianih.

### Enakomerno kroženje
Pri enakomernem kroženju je zasuk linearna funkcija časa.
{\displaystyle \phi =\phi _{0}+\omega (t-t_{0})}
Kvocient
{\displaystyle \omega ={\frac {\phi -\phi _{0}}{t-t_{0}}}}
imenujemo kotno hitrost. Če jo pomnožimo s polmerom r, dobimo krožilno hitrost:
{\displaystyle |\mathbf {v} |=v=r\omega }
Obhodni čas je čas, potreben, da telo s krožilno hitrostjo v opiše cel krožni lok, 2πr:
{\displaystyle t_{0}={\frac {2\pi r}{v}}={\frac {2\pi }{\omega }}}
Njegova obratna vrednost je frekvenca ν:
{\displaystyle \nu ={\frac {1}{t_{0}}}={\frac {\omega }{2\pi }}}
Enakomerno kroženje je pospešeno gibanje, saj se pri njem spreminja smer obodne hitrosti. Pospešku, ki kaže v smeri osi kroženja, pravimo radialni ali centripetalni pospešek ar:
{\displaystyle a_{r}=\omega ^{2}r={\frac {v^{2}}{r}}}

### Enakomerno pospešeno kroženje
Pri enakomerno pospešenem kroženju je kotna hitrost linearna funkcija časa:
{\displaystyle \omega (t)=\omega _{0}+\alpha (t-t_{0})}
Koeficient
{\displaystyle \alpha ={\frac {\omega -\omega _{0}}{t-t_{0}}}}
imenujemo kotni pospešek. Pri enakomerno pospešenem kroženju je kotni pospešek konstanten. Če ga pomnožimo s polmerom r, dobimo tangentni pospešek at:
{\displaystyle a_{t}=\alpha r}.
Pri enakomerno pospešenem kroženju je zasuk kvadratna funkcija časa:
{\displaystyle \phi (t)=\int \omega (t)\,dt=\int _{t_{0}}^{t}[\omega _{0}+\alpha (t-t_{0})]\,dt=\phi _{0}+\omega (t-t_{0})+{\frac {\alpha (t-t_{0})^{2}}{2}}}

### Pospešeno kroženje
V najsplošnejšem primeru kroženja kotni pospešek ni konstanten, ampak je odvisen od časa:
{\displaystyle \alpha =\alpha (t)}

## Nihanje
Nihanje je v splošnem vsako periodično gibanje. Navadno pa se omejimo na obravnavo sinusnega oziroma harmoničnega nihanja, pri katerem se lega spreminja kot sinusna funkcija časa.

### Premo sinusno nihanje
Premo sinusno nihanje dobimo, če projeciramo enakomerno kroženje v ravnini xy na os x ali y. Če je r polmer kroga, φ zasuk točkastega telesa in ω kotna hitrost, lahko za projekcijo na os x zapišemo:
{\displaystyle x=r\cos \phi }
Običajno premo sinusno nihanje opišemo z enačbo:
{\displaystyle x(t)=x_{0}\cos(\omega t+\delta )}
Pri tem je x(t) odmik od ravnovesne lege. Največjemu odmiku x0 pravimo amplituda, ω je krožna frekvenca, δ pa fazni zamik.
Skladno s prej povedanim lahko izračunamo hitrost in pospešek pri premem sinusnem nihanju:
{\displaystyle v={\frac {dx}{dt}}=-\omega x_{0}\sin \omega t\equiv -v_{0}\sin \omega t}
{\displaystyle a={\frac {dv}{dt}}=-\omega ^{2}x_{0}\cos \omega t\equiv -a_{0}\cos \omega t}
Slednjega lahko prepišemo v obliko a = -ω2x. Ker vemo, da je pospešek drugi odvod lege, lahko še nadalje zapišemo:
{\displaystyle {\frac {d^{2}x}{dt^{2}}}+\omega ^{2}x=0}
To je diferencialna enačba, ki opisuje premo sinusno nihanje.
Zgled takega nihanja je nihalo na vijačno vzmet. Kot premo sinusno nihanje lahko obravnavamo tudi matematično nihalo, če so odkloni od ravnovesne lege tako majhni, da lahko vzamemo del loka približno za ravnega.

### Sučno sinusno nihanje
Enačbe za kroženje so podobne enačbam za premo gibanje, če razdaljo x nadomestimo z zasukom φ, hitrost v s krožno hitrostjo ω in pospešek a s kotnim pospeškom α. Nekaj mogoče zmešnjave ustvarja dejstvo, da tako kotno hitrost kot krožno frekvenco označujemo z znakom ω. V izogib zmedi zato tu pišimo krožno frekvenco kot 2πν. Za zasuk pri sučnem sinusnem nihanju zato velja:
{\displaystyle \phi (t)=\phi _{0}\cos(2\pi \nu t)}
Podobno kot pri premem sinusnem nihanju izračunamo kotno hitrost in kotni pospešek:
{\displaystyle \omega (t)={\frac {d\phi }{dt}}=-2\pi \nu \phi _{0}\sin(2\pi \nu t)}
{\displaystyle \alpha (t)={\frac {d\omega }{dt}}=-(2\pi \nu )^{2}\phi _{0}\cos(2\pi \nu t)}
Zgled takega nihanja je denimo nemirka v zapestni uri.